# Tabanus fuscipleuris
Tabanus fuscipleuris är en tvåvingeart som beskrevs av H. Oldroyd 1954. Tabanus fuscipleuris ingår i släktet Tabanus och familjen bromsar. Inga underarter finns listade i Catalogue of Life.